# 4187 Шульназарія
4187 Шульнарія (4187 Shulnazaria) — астероїд головного поясу, відкритий 11 квітня 1978 року.
Тіссеранів параметр щодо Юпітера — 3,228.
Названо на честь українського астронома Леоніда Шульмана (1936—2007) та його дружини Галини Назарчук.